# Cuatro noches de boda
Cuatro noches de boda es una comedia española estrenada el 6 de octubre de 1969, dirigida por Mariano Ozores y protagonizada por Alfredo Landa, Antonio Ozores, Concha Velasco, Eduardo Fajardo, Luchy Soto, Marisol Ayuso y Tomás Zori. La trama relata la historia de tres parejas que ofician sus bodas simultáneamente en una iglesia de Madrid. A ellos se suma una pareja que, veinte años atrás, celebró su boda en esa misma iglesia y no pudo cumplir con la tradición de irse de luna de miel.
Fue una de las dieciocho comedias que Mariano Ozores dirigió durante los años sesenta. En este caso, lo hizo con la colaboración de Alfonso Paso, uno de los comediógrafos con más éxito durante la dictadura de Franco.

## Argumento
Miguel y Marta oficiaron su boda hace veinte años en una iglesia de Madrid, pero su situación económica en aquel momento no les permitía irse de luna de miel, tal y como dicta la tradición. Ahora, después de haber tenido varios hijos, deciden volver a celebrar su boda y acompañarla del viaje de novios que no pudieron disfrutar hace dos décadas.
Sin embargo, en su segunda ceremonia de boda no estarán solos, sino que tendrán que compartir la iglesia con otras tres parejas que se casan simultáneamente ese mismo día. La película narra los acontecimientos e infortunios que acompañan a las parejas en una noche que debería haber sido idílica.
Manolo y Catalina ven truncada su noche de bodas por un urgente negocio que no les permite disfrutar del momento. Por su parte, María José y Lorenzo tienen dificultades para dejar de lado su timidez y el hecho de acostarse juntos les genera cierto temor. Joaquín consideraba a su esposa una mujer muy tímida, pero se lleva una gran sorpresa durante su noche de bodas.
La película no está recomendada para menores de 13 años.

## Reparto
El reparto de la película es el siguiente:
- Concha Velasco, como María José Alcaraz.
- Alfredo Landa, como Lorenzo Jiménez Albo.
- Tomás Zori, como Antonio.
- Fernando Santos, como César.
- Manolo Codeso, como Manolo Sanfelices García.
- Antonio Ozores, como Joaquín.
- Luchy Soto, como la mujer de Miguel.
- Eduardo Fajardo, como Miguel.
- Patricia Nigel, como Lourdes Villena de la Fuente.
- Marisol Ayuso, como Catalina Gómez Cortés.
- Guadalupe Muñoz Sampedro, como Julia (mujer de Marcos).
- Mari Carmen Prendes, como madre de María José.
- José Orjas, como Marcos.
- Mario Morales, como amigo de Joaquín.
- Alfredo Santacruz como Capitán de barco

## Críticas
La revista Fotogramas, medio español especializado en cine, califica el largometraje como "una comedia vagamente coral" en la que "apenas algún chiste feliz consigue hacer remontar la penuria del conjunto".

## Secuela
Poco después de finalizar el rodaje, su director comienza a trabajar en una secuela de la película: Matrimonios separados. En ella narra la historia de cuatro matrimonios cuyas vidas se tuercen al descubrir que el sacerdote que había oficiado su ceremonia de bodas era un farsante y, por tanto, sus enlaces son nulos. Para tres de las parejas es un alivio, pues su relación estaba al borde del desastre. Sin embargo, el cuarto matrimonio decide mantenerse unido.